# Molly Poolman
Pour les articles homonymes, voir Poolman.
Pas d'image ? Cliquez ici

a Compétitions nationales et continentales officielles uniquement.

b Matchs officiels uniquement.
Dernière mise à jour le 31 mai 2025.
Molly Poolman, née le 10 mai 2004 à Perth (Écosse), est une joueuse internationale écossaise de rugby à XV évoluant au poste de pilier. Elle joue au Watsonians FC (en) ainsi qu'avec la franchise d'Édimbourg Rugby qui dispute le Celtic Challenge.

## Biographie
Née le 10 mai 2004 à Perth en Écosse, Molly Poolman commence la pratique du rugby à XV à onze ans, au Howe of Fife RFC (en). Elle est sélectionnée en équipe nationale dès la catégorie des moins de 18 ans.
En 2022, elle rejoint le Watsonians FC (en) avec lequel elle dispute deux finales consécutives du Championnat d'Écosse. Lors de la saison 2023-2024, elle est sélectionnée avec la nouvelle franchise d'Édimbourg Rugby qui dispute le Celtic Challenge.
En 2024-2025, elle dispute à nouveau le Celtic Challenge. Au mois de mars, elle est retenue pour la première fois en équipe d'Écosse pour disputer le Tournoi des Six Nations. Elle honore sa première cape internationale le 29 mars 2025, contre l'équipe de France.

## Palmarès
- Finaliste du Championnat d'Écosse en 2023 et 2024.